# Platja Gran de Cala Jugadora

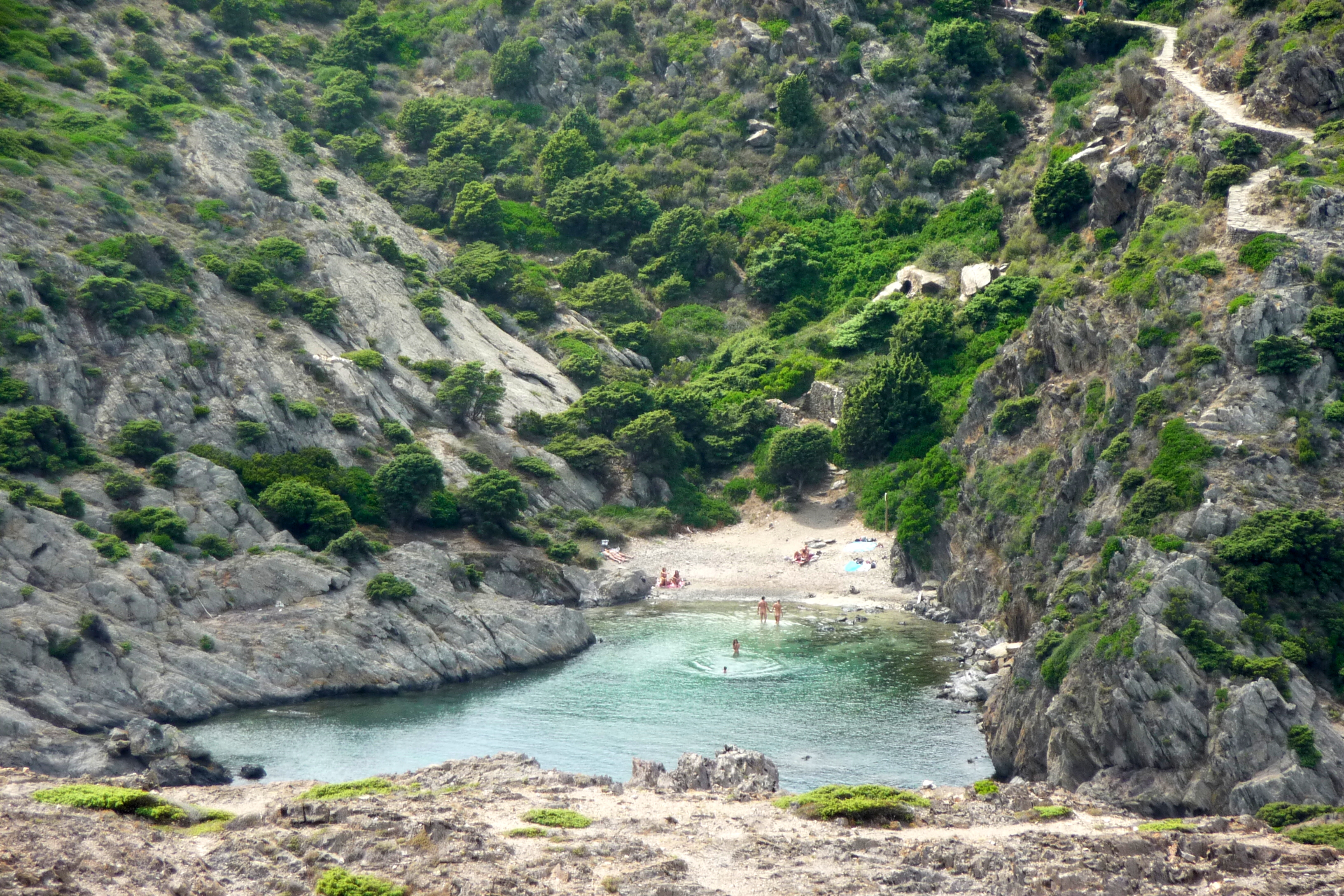
Vista frontal de la platja

La platja Gran de Cala Jugadora és una platja natural del municipi de Cadaqués (Alt Empordà) situada a la Cala Jugadora, al Parc Natural del Cap de Creus. Orientada a l'est, té una longitud de 15 m i una amplada de 17 m, formada per grava i còdols. S'hi accedeix per un corriol, antic camí del Cap de Creus a Cadaqués, que baixa des de prop del final de la carretera que arriba al Cap de Creus. S'hi practica el nudisme.
Es creu que rep el nom de Jugadora perquè en aquest indret els pescadors acostumaven a jugar a cartes mentre esperaven que la tramuntana els permetés calar o anar a pescar al mar d'Amunt (zona del mar situada per sobre del cap de Creus).